# Nanuza Luiza de Menezes
Nanuza Luiza de Menezes (27 de setembro de 1934) é uma botânica, pesquisadora, curadora e professora universitária brasileira.
Comendadora da Ordem Nacional do Mérito Científico e membro titular da Academia Brasileira de Ciências, é professora aposentada do Instituto de Biociências da Universidade de São Paulo. Pioneira nas pesquisas sobre as plantas da Serra do Cipó, Nanuza ajudou a estabelecer a anatomia vegetal como área de estudo no país.

## Biografia
Nanuza se interessava por plantas desde pequena. Na casa da família em Botucatu, seu pai usava o quintal com horta e Nanuza pediu sua permissão para plantar no espaço, onde sentia orgulho de ver as plantas crescendo. Ingressou no curso de História Natural da Universidade de São Paulo, onde se formou em 1960 e passou a dar aulas na educação pública do estado de São Paulo. Convidada por seu antigo professor, Aílton Brandão Joly, Nanuza ingressou na USP, onde havia uma vaga na área de botânica. Inicialmente estava destacada para trabalhar com algas marinhas, mas Joly a encaminhou para a botânica devido à falta de mão de obra.
Realizou estágio de pós-doutorado no Real Jardim Botánico de Kew (1978-1979). Em duas ocasiões, Coordenadora do Comitê Assessor do CNPq (ZO e Botânica).

## Honras

### Prêmios
2010
- Homenagem 40 Anos de Pós-Graduação no Instituto de Biociências, Comissão de Pós-Graduação - IBUSP
- Homenagem pelos formandos do IB-USP - Período nocturno (Turma 2004), IBUSP.

2009
- Paraninfa dois formandos de 2009 do IB-USP, IB-USP.

- Posse na Academia de Ciências do Estado de São Paulo - ACIESP.

2007
- Patrona da Turma de Graduandos de 2006 do Curso de Ciências Biológicas, Instituto de Biociências da USP.

2005
- Medalha do Mérito em Botânica Graziela Maciel Barrozo, Sociedade Botânica do Brasil.

2004
- Cidadã Honoraria do Município de Santana do Riacho (MG), Prefeitura do Município de Santana do Riacho à qual pertence a Serra do Cipó
- Eleita Membro Titular da Academia Brasileira de Ciências, Academia Brasileira de Ciências.

- Medalha do Mérito Científico Nacional - Classe Comendador, Ministério dá Ciência e Tecnologia[7]

- Homenageada pela Turma de 2003 dá graduação, Instituto de Biocências dá USP.
- Moção de Labor do Departamento de Ciências Biológicas dá UEFS, Universidade Estadual de Feira de Santana.
- Paraninfa dois formandos do IB-USP dá Turma Noturno 2004, IB-USP.

2003
- Homenageada pela pesquisadora Beatriz Appezzato-da-Glória que lhe dedica ou livro Morfologia de Sistemas Subterrâneos: histórico e evolução do conhecimento do Brasil. ESALQ/USP
- Homenageada com a designação dá Xiloteca do Instituto de Biociências, Departamento de Botânica - IBUSP.

2002
- Homenageada pela Turma de 2002 dá graduação do IBUSP, Instituto de Biociências.

2001
- Professora Homenageada pela Turma de 2001, IBUSP.

2000
- Eleita Membro Honorário, Associação Brasileira de Arquitetos Paisagistas.
- Diploma de Honra ao Mérito, Sociedade Botânica do Brasil.

1998
- Paraninfa dá Turma de 1998, IBUSP.
- Medalha do Mérito Jardim Botânico do Rio de Janeiro D. João VI, Ministério de Estado do Meio Ambiente, dois Recursos Hídricos e dá Amazônia Legal.

1992
Colaborador Emérito, Museu Paraense Emílio Goeldi/MPEG.
1986
- Medalha Conmemorativa 120 Anos Museu Emilio Goeldi

1985
- Escolhida pelo Gov. André Franco Montoro como Membro do CONSEMA, Conselho Estadual do Meio Ambiente

1979
- Fellow of the Linnean Society of London, Linnean Society of London.

1978
- Diploma de Honra ao Mérito, Instituto Nacional de Pesquisas dá Amazônia/INPA.

### Eponimia
Espécies
- Velloziaceae) [[Nanuza L.b.sm. & Ayensu[8]

Botánica
Género
- (Bromeliaceae) Vriesea nanuzae Leme[9]

- (Cyperaceae) Rhynchospora nanuzae Rocha & Luceño[10]

- (Lomariopsidaceae) Elaphoglossum nanuzae Novelino[11]

- (Malvaceae) Hibiscus nanuzae Krapov. & Fryxell[12]

- (Scrophulariaceae) Esterhazya nanuzae V.C.Souza[13]

- (Turneraceae) Piriqueta nanuzae Arbo[14]

- (Velloziaceae) Barbacenia nanuzae L.B.Sm. & Ayensu[15]

- (Xyridaceae) Xyris nanuzae Wand.[16]